# Ladislav Švanda
Ladislav Švanda (* 14. Februar 1959 in Prag) ist ein ehemaliger tschechoslowakischer Skilangläufer.

## Werdegang
Švanda, der für den Dukla Liberec startete, lief im März 1982 in Štrbské Pleso sein erstes Weltcupeinzelrennen und belegte dabei den 18. Platz über 15 km. In der Saison 1984/85 erreichte er mit Platz acht in Falun über 30 km und Rang sieben in Oslo über 15 km, den 25. Platz im Gesamtweltcup sein bestes Gesamtergebnis im Weltcup. Im Februar 1986 wiederholte er in Kawgolowo über 15 km klassisch mit dem siebten Platz seine beste Einzelplatzierung im Weltcup. Bei den Weltmeisterschaften 1987 in Oberstdorf kam er auf den 13. Platz über 30 km klassisch, auf den neunten Rang über 50 km Freistil und auf den vierten Platz mit der Staffel. Seinen größten Erfolg hatte er im folgenden Jahr bei den Olympischen Winterspielen in Calgary. Dort gewann er die Bronzemedaille mit der Staffel. In den Einzelrennen lief er auf den 19. Platz über 15 km klassisch, auf den 17. Rang über 30 km klassisch und auf den 15. Platz über 50 km Freistil. Bei den Weltmeisterschaften im Februar 1989 in Lahti holte er erneut die Bronzemedaille mit der Staffel. Zudem errang er dort über 15 km Freistil und 30 km klassisch jeweils den 17. Platz. Sein letztes Weltcuprennen absolvierte er im März 1990 in Örnsköldsvik, das er auf dem dritten Platz mit der Staffel beendete. Im Jahr 1989 siegte er beim Engadin Skimarathon über 42 km und im Jahr 1991 beim König-Ludwig-Lauf über 53 km klassisch.
Bei den tschechoslowakischen Meisterschaften siegte Švanda siebenmal mit der Staffel von Dukla Liberec (1982–1984, 1986, 1988–1990) und dreimal über 15 km (1987, 1989, 1990).

## Teilnahmen an Weltmeisterschaften und Olympischen Winterspielen

### Olympische Spiele
- 1988 Calgary: 3. Platz Staffel, 15. Platz 50 km Freistil, 17. Platz 30 km klassisch, 19. Platz 15 km klassisch

### Nordische Skiweltmeisterschaften
- 1987 Oberstdorf: 4. Platz Staffel, 9. Platz 50 km Freistil, 13. Platz 30 km klassisch
- 1989 Lahti: 3. Platz Staffel, 17. Platz 15 km Freistil, 17. Platz 30 km klassisch

## Platzierungen im Weltcup

### Weltcup-Statistik
Die Tabelle zeigt die erreichten Platzierungen im Einzelnen.
- 1.–3. Platz: Anzahl der Podiumsplatzierungen
- Top 10: Anzahl der Platzierungen unter den ersten zehn
- Punkteränge: Anzahl der Platzierungen innerhalb der Punkteränge
- Starts: Anzahl gelaufener Rennen in der jeweiligen Disziplin
- Hinweis: Bei den Distanzrennen erfolgt die Einordnung gemäß FIS.

| Platzierung         | Distanzrennen a | Distanzrennen a | Distanzrennen a | Distanzrennen a | Distanzrennen a | Skiathlon Verfolgung | Sprint | Etappen- rennen b | Gesamt | Team c | Team c  |
| Platzierung         | ≤ 5 km          | ≤ 10 km         | ≤ 15 km         | ≤ 30 km         | > 30 km         | Skiathlon Verfolgung | Sprint | Etappen- rennen b | Gesamt | Sprint | Staffel |
| ------------------- | --------------- | --------------- | --------------- | --------------- | --------------- | -------------------- | ------ | ----------------- | ------ | ------ | ------- |
| 1. Platz            |                 |                 |                 |                 |                 |                      |        |                   |        |        |         |
| 2. Platz            |                 |                 |                 |                 |                 |                      |        |                   |        |        |         |
| 3. Platz            |                 |                 |                 |                 |                 |                      |        |                   |        |        | 3       |
| Top 10              |                 |                 | 3               | 1               | 1               |                      |        |                   | 5      |        | 5       |
| Punkteränge         |                 |                 | 7               | 5               | 4               |                      |        |                   | 16     |        | 5       |
| Starts              |                 |                 | 9               | 7               | 4               | 1                    |        |                   | 21     |        | 5       |
| Stand: Karriereende |                 |                 |                 |                 |                 |                      |        |                   |        |        |         |

### Weltcup-Gesamtplatzierungen
| Saison  | Platz | Punkte |
| ------- | ----- | ------ |
| 1981/82 | 61.   | 6      |
| 1982/83 | 56.   | 6      |
| 1983/84 | -     | -      |
| 1984/85 | 25.   | 27     |
| 1985/86 | 32.   | 11     |
| 1986/87 | 39.   | 10     |
| 1987/88 | 28.   | 12     |
| 1988/89 | -     | -      |
| 1989/90 | 43.   | 5      |